# Махт, Стефен
Стефен Роберт Махт (англ. Stephen Robert Macht; род. 1 мая 1942, Филадельфия) — американский актёр.

## Биография
Махт родился в Филадельфии, Пенсильвания, в семье еврейских родителей Джанетт и Джерома Ирвингов Махт. Он рос в Бруклин-Хайтс, Нью-Йорк. После смерти отца он с матерью и старшим братом переехал жить к своему деду по материнской линии в Мистик, штат Коннектикут.

## Карьера
С середины 1970-х оставил преподавательскую деятельность и часто появлялся в телевизионных эпизодах и фильмах.
В 1977 году он сыграл роль израильского офицера, убитого при спасении заложников в Уганде. В 1978 году он исполнил главную роль в сериале «Иммигранты».
После его появления в телефильме «Американская мечта» он был снят в недолговечном сериале, в котором сыграл роль семьянина, который бросает жизнь в пригороде, чтобы поселиться в центре Чикаго. В следующем сезоне он получил главную роль. Среди других заметных ролей - роль отца Нэнси МакКеон в «Странных голосах». . Он провел три сезона в роли Дэвида Килера, любовника Кэгни (Шэрон Глесс), в сериале «Кэгни и Лейси». 
Позднее он исполнил роли в фильме «Дружба в Вене» (1988), мини-сериале «Воспоминания полуночи» (1991) и фильме «Момент истины: обман матери» (1994). С 24 августа 2007 года по 13 февраля 2009 года он сыграл Тревора Лэнсинга, адвоката босса организованной преступности Энтони Заккары и отца адвоката Рика Лэнсинга, в мыльной опере General Hospital, за которую журнал Soap Opera Digest номинировал его как лучшего злодея 2007 года. В 2014, 2015, 2016 и 2019 годах Махт снимался в качестве приглашенного актера вместе со своим сыном, актером Габриэлем Махтом в «Костюмах».